# 滝悦子の福岡育ち!
『滝悦子の福岡育ち！』（たきえつこのふくおかそだち）は、2006年4月からKBCラジオ（九州朝日放送）で放送されていたラジオ番組。キリンビールの一社提供。
エッセイストの滝悦子がパーソナリティを務めていたミニ番組。毎回俳優・歌手・作家などの著名人をゲストに招き、滝が彼らから食にまつわるエピソードを聞き出していた。

## 放送時間
いずれも日本標準時。
- 土曜 17:40 - 17:45 （ナイターシーズン）
- 土曜 17:50 - 17:55 （ナイターオフシーズン）